# Hedvig Amalia Charlotta Klinckowström
Hedvig Amalia Charlotta Klinckowström, född 4 juni 1777, död 21 april 1810 i Stockholm, var en svensk grevinna, statsfru och konstnär. 
Hon var dotter till Thure Leonard Klinckowström och Hedvig Eleonora von Fersen. Hon gifte sig 1798 med överstelöjtnant Otto Reinhard Möllerswärd (1763–1802) och 1806 i Stockholm med greve Hans Gabriel Trolle-Wachtmeister (1782–1871). År 1800 blev hon statsfru hos drottning Fredrika. 
Klinckowström är känd både för sina tecknade porträtt och för sina miniatyrer målade på elfenben, vilka anses ge en kulturhistoriskt värdefull bild av den samtida svenska aristokratin.   
En fingerad dagbok, Heddas journal : en ung herrgårdsfrökens dagbok 1794–1810, utgavs 1935 av Louise Adelswärd.